# Седжуик (округ, Колорадо)
Се́джуик (англ. Sedgwick County) — округ в штате Колорадо, США.

## Описание
Округ, прямоугольной формы размером примерно 50 на 28 километров, расположен в северо-восточной части штата, с юга и запада граничит с другими округами Колорадо, с севера и востока — со штатом Небраска. Назван в честь учитель и генерала Джона Седжуика. Столица и крупнейший город — Джулсберг (Julesburg). Открытые водные пространства занимают 3,5 км², что составляет 0,25% от общей площади округа в 1423,5 км².

## История
Округ Седжуик был образован 9 апреля 1889 года путём отделения северо-восточной части округа Логан.

## Демография
Население
- 1890 год — 1293 жителя
- 1900 — 971
- 1910 — 3061
- 1920 — 4207
- 1930 — 5580
- 1940 — 5294
- 1950 — 5095
- 1960 — 4242
- 1970 — 3405
- 1980] — 3266
- 1990 — 2690
- 2000 — 2747
- 2010 — 2379[3]
- 2011 — 2364[3]

Расовый состав
- белые — 90,5%
- афроамериканцы — 0,5%
- коренные американцы — 0,2%
- азиаты — 0,7%
- уроженцы Океании и Гавайев — 0,1%
- прочие расы — 6,0%
- две и более расы — 2,0%
- латиноамериканцы (любой расы) — 11,4%

## Транспорт

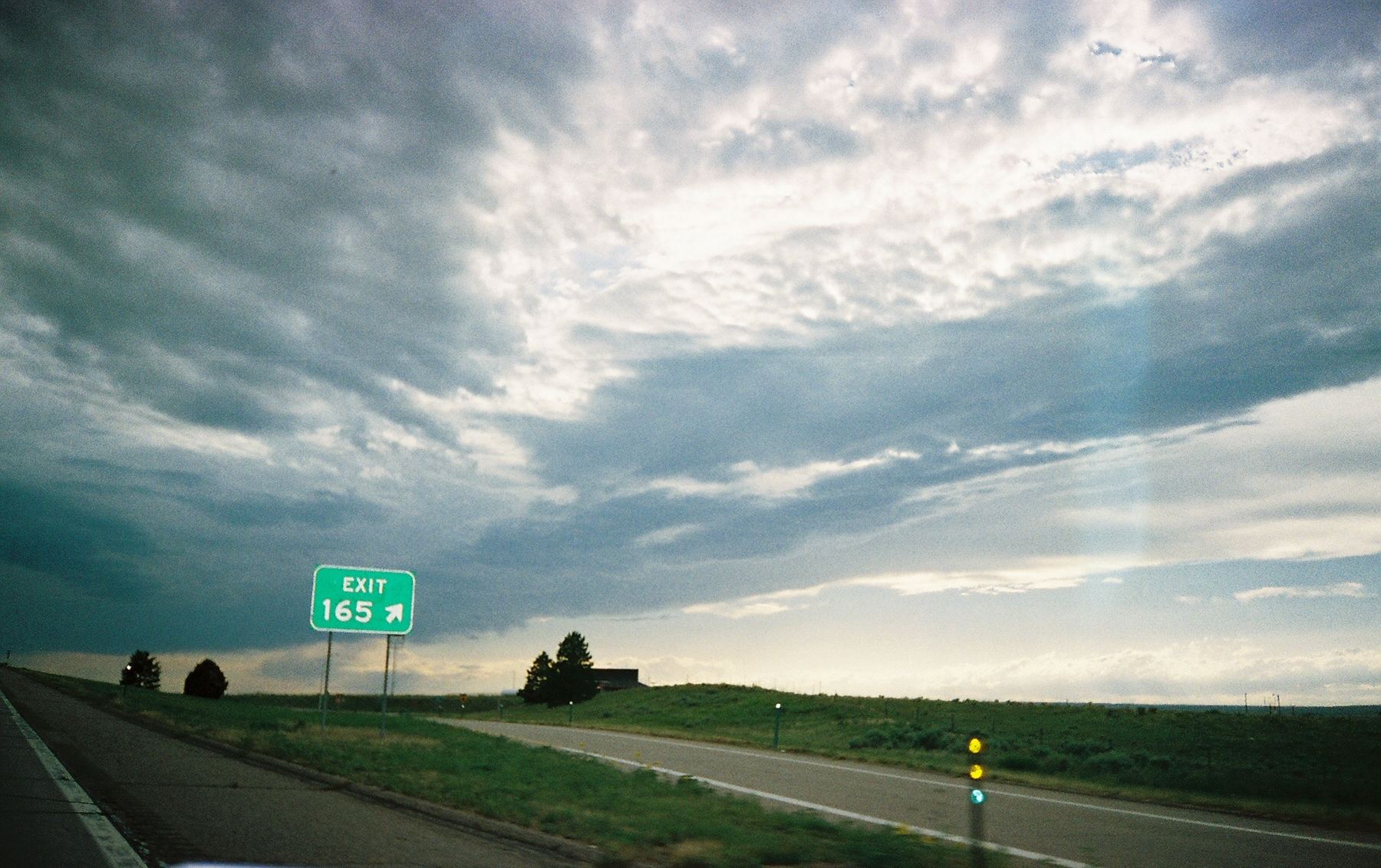
Автомагистраль I-76 в Седжуике

Через округ проходит Первая трансконтинентальная железная дорога США; крупная автомагистраль I-76 (I-76).